# San Ignacio de Hidalgo
San Ignacio de Hidalgo es una localidad del estado mexicano de Guanajuato. Es parte del municipio de San Francisco del Rincón.

## Toponimia
El nombre «San Ignacio» hace referencia al santo patrono de la localidad: Ignacio de Loyola. El nombre «Hidalgo» rinde homenaje a Miguel Hidalgo, héroe de la Independencia de México y considerado Padre de la patria.

## Demografía
| Gráfica de evolución demográfica |
|                                  |

| Censo | Población |
| ----- | --------- |
| 1940  | 190       |
| 1950  | 780       |
| 1960  | 931       |
| 1970  | 1 143     |
| 1980  | 1 391     |
| 1990  | 1 732     |
| 2000  | 2 182     |
| 2010  | 2 199     |
| 2020  | 2 620     |